# Campeonato Chileno de Futebol de 2008 - Segunda Divisão
O Campeonato Chileno de Futebol de Segunda Divisão de 2008 (oficialmente Campeonato Nacional «Banco del Estado» de Primera B de la Asociación Nacional de Fútbol Profesional de Chile 2008) foi a 58ª edição do campeonato do futebol do Chile, segunda divisão, no formato "Primera B". Os 12 clubes jogam em turno (Apertura) e returno (Clausura). O campeão da tabela anual (soma dos dois torneios) e o vencedor entre os dois "campeões" de turno e returno são promovidos para o Campeonato Chileno de Futebol de 2009. Os dois subsequentes da tabela anual jogariam partidas de ida e volta com os antepenúltimos colocados (Unión Española e Club Deportivo Universidad de Concepción). O último colocado era rebaixado para o Campeonato Chileno de Futebol de 2009 - Terceira Divisão.

## Participantes
| Equipe                               | Cidade       | Região                       | No ano anterior                                                      | Estádio                                  | Capacidade | Títulos                 | Participações |
| ------------------------------------ | ------------ | ---------------------------- | -------------------------------------------------------------------- | ---------------------------------------- | ---------- | ----------------------- | ------------- |
| Club Deportivo Arturo Fernández Vial | Concepción   | Região de Bío-Bío            | Oitavo Lugar                                                         | Estádio Municipal de Concepción          | 35.000     | 1 (1982)                | 17            |
| Club de Deportes Unión La Calera     | La Calera    | Região de Valparaíso         | Quinto Lugar                                                         | Estádio Municipal Nicolás Chahuán Nazar  | 10.000     | 2 (1961, 1984)          | 33            |
| Club de Deportes Copiapó             | Copiapó      | Região de Atacama            | Quarto Lugar                                                         | Estádio Luis Valenzuela Hermosilla       | 8.000      | 0 (não possui)          | 6             |
| Club Deportivo San Luis              | Quillota     | Região de Valparaíso         | Sexto Lugar                                                          | Estádio Municipal Lucio Fariña Fernández | 7.500      | 3 (1955, 1958, 1980)    | 27            |
| Club de Deportes Unión San Felipe    | San Felipe   | Região de Valparaíso         | Décimo Lugar                                                         | Estádio Municipal de San Felipe          | 18.500     | 1 (1970, 2000)          | 30            |
| Club Provincial Curicó Unido         | Curicó       | Região de Maule              | Nono Lugar                                                           | Estádio La Granja                        | 8.000      | 0 (não possui)          | 19            |
| Club de Deportes Iquique             | Iquique      | Região de Tarapacá           | Sétimo Lugar                                                         | Estádio Municipal de Iquique             | -----      | 2 (1979, 1997 Clausura) | 14            |
| Club Deportivo Arica                 | Arica        | Região de Arica e Parinacota | Acesso pelo Campeonato Chileno de Futebol de 2007 - Terceira Divisão | Estádio Carlos Dittborn                  | 10.000     | 1 (1981)                | 26            |
| Club de Deportes Puerto Montt        | Puerto Montt | Região de Los Lagos          | Rebaixado do Campeonato Chileno de Futebol de 2007                   | Estádio Regional de Chinquihue           | 5.300      | 1 (2002)                | 16            |
| Club de Deportes Santiago Wanderers  | Valparaíso   | Região de Valparaíso         | Rebaixado do Campeonato Chileno de Futebol de 2007                   | Estádio Elías Figueroa Brander           | 23.000     | 2 (1978, 1995)          | 14            |
| Club de Deportes Lota Schwager       | Coronel      | Região de Bío-Bío            | Rebaixado do Campeonato Chileno de Futebol de 2007                   | Estádio Municipal Federico Schwager      | 18.500     | 2 (1969, 1986)          | 24            |
| Club de Deportes Coquimbo Unido      | Coquimbo     | Região de Coquimbo           | Rebaixado do Campeonato Chileno de Futebol de 2007                   | Estádio La Pampilla                      | ---        | 2 (1962, 1977)          | 25            |

## Campeão
| Campeão Chileno Segunda Divisão 2008                      |
| --------------------------------------------------------- |
| Club Provincial Curicó Unido (Curicó) (1º título) Campeão |